# 桜貝 (五木ひろしの曲)
「桜貝」（さくらがい）は、2014年3月19日に発売された五木ひろしのシングル。同年10月29日には、カップリングを変更したシングルもリリースされた。

## 解説
- 五木ひろし芸能生活50周年記念シングルとして発売された。
- 本楽曲は、1997年4月5日発売のアルバム「ベストコレクション 罪と罰・夫婦みち・ごめんね」の収録曲であった「桜貝」を再録したもの。
- カップリング曲「東京ロマンス」は、前作「博多ア・ラ・モード」と同じくレーモンド松屋が作詞・作曲を手掛けた。
- 2014年3月31日、4月7日付のオリコン演歌・歌謡シングルチャートで1位を獲得した。
- 2014年9月に作詞家・山口洋子が逝去したことを受けて、五木が1977年に発売した山口洋子作詞の「風の子守唄」を再録してカップリングしたバージョンが同年10月29日に発売された[1]。

## 収録曲
2014年3月19日発売盤
1. 桜貝（4分40秒）
作詞：水木れいじ／作曲：弦哲也／編曲：南郷達也
2. 東京ロマンス（3分38秒）
作詞・作曲：レーモンド松屋／編曲：レーモンド松屋・伊平友樹
3. 桜貝（オリジナルカラオケ）
4. 東京ロマンス（オリジナルカラオケ）

2014年10月29日発売盤
1. 桜貝（4分40秒）
作詞：水木れいじ／作曲：弦哲也／編曲：南郷達也
2. 風の子守唄（ニューバージョン）（4分20秒）
作詞：山口洋子／作曲：遠藤実／編曲：川村栄二
3. 桜貝（オリジナルカラオケ）
4. 風の子守唄（ニューバージョン）（オリジナルカラオケ）